# Социјалдемократија Пољска
Социјалдемократија Пољска (пољ. Socjaldemokracja Polska, SdPl) је пољска централнолевичарска политичка партија. Основана је 26. марта 2004. године од дела чланства SLD-а, незадовољног ситуацијом као и делатношћу тадашњег руководства. На суду је регистрована 19. априла 2004. године.
На парламентарним изборима септембра 2005. године коалиција СДПЛ-а, Уније Рада и Зелених 2004 је освојила 459380 гласова (3,89% од укупног броја гласова), услед чега њени представници нису ушли у Сејм а ни у Сенат.

## Политички програм
- правила друштвене солидарности
- одбрана радничких права
- држава са неутралним погледом на свет
- светска толеранција
- равноправан статус мушкараца и жена
- поштовање и прихватање мањина
- помоћ народној култури
- „држава без пателогијеи, јака, праведна и пријатна“
- SDPL подржава интеграцију са Европском унијом

Партија се противи: ликвидацији повјата, лагализацији еутаназије, враћању смртне казне, моменталног повлачења Пољске војске из Ирака, моменталном увођењу професионалне армије и легализацији тзв. " лаких дрога"...
SdPl подржава: одржање бесплатног школства и здравствених служби, легализацију абортуса, регистрацију истополних бракова, одвајање државе од цркве...

## Лидери
Руководство SDPL
- Марек Боровски, председник
- Бартош Домињак, заменик председника
- Силвија Пуш, заменица председника
- Михал Сиска, заменик председника
- Бартош Арлукович
- Ева Фреиберг
- Марћин Голашевски
- Елжбиета Гоздовска
- Агњешка Игнис
- Јацек Каспжик
- Аркадиуш Кашња
- Себастиан Козловски
- Норберт Масталеж
- Влодзимиеж Њепорет
- Маћеј Раковски
- Марћин Жепецки
- Кжиштоф Шидловски
- Малгожата Вињарчик